# Interiors (album)
Albums de Brad
Shame
(1993) Welcome to Discovery Park
(2002)
Singles
1. The Day Brings
Sortie : 1997

Interiors est le deuxième album studio du groupe américain Brad. Il est sorti le 24 juin 1997 sur le label Epic et a été produit par le groupe  et Nick DiDia

## Historique
Interiors a été enregistré en décembre 1996 et janvier 1997 dans les studios Litho à Seattle. Ces studios d'enregistrement sont la propriété de Stone Gossard et de nombreux groupes originaires de l'État de Washington y ont enregistré leur album.
Cet album a été coproduit par le groupe et Nick Didia et possède un son plus polissé que son prédécesseur, Shame. Mike McCready de pearl Jam joue de la guitare solo sur le titre qui deviendra le single de l'album, The Day Brings. L'album sera suivi d'une tournée aux États-Unis, au Canada et de quelques dates en Australie et en Nouvelle-Zélande.
Brendan O'Brien mixe l'album et y joue de la guitare et des claviers.

## Liste des titres
- Tous les titres sont signés par Stone Gossard, Shawn Smith, Regan Hagar et Jeremy Toback.

1. Secret Girl - 3:13
2. The Day Brings - 3:43
3. Lift - 4:39
4. I Don't Know - 3:39
5. Upon My Shoulders - 4:37
6. Sweet Al George - 4:03
7. Funeral Song - 4:58
8. Circle & Line - 3:42
9. Some Never Come Home - 4:23
10. Candles - 2:20
11. Those Three Words - 5:39

## Musiciens du groupe
- Stone Gossard : guitares.
- Shawn Smith : chant, claviers.
- Regan Hagar : batterie, percussions.
- Jeremy Toback : basse.

## Musiciens additionnels
- Mike McCready : guitare solo sur The Day Brings.
- Brendan O'Brien : claviers sur I Don't Know, guitare sur Lift, I Don't Know et Some Never Come Home.
- Bashiri Johnson : percussions.
- Wendy Sutter : violoncelle sur Upon My Shoulder.

## Chart
| Pays                            | Durée du classement | Meilleur classement |
| ------------------------------- | ------------------- | ------------------- |
| États-Unis (Heatseekers albums) | 1 semaines          | 30e                 |